# 山上船主
山上 船主（やまのうえ の ふなぬし）は、奈良時代から平安時代初期にかけての貴族・陰陽師。姓は臣のち朝臣。官位は正五位下・陰陽頭。

## 経歴
神護景雲元年（767年）瑞雲の出現により天平神護から神護景雲への改元が行われた際に、陰陽員外助・紀益麻呂ら陰陽寮の諸官人に昇叙が行われ、陰陽允であった船主は従五位下に叙せられている。神護景雲2年（768年）船主を含む一族20人が臣姓から朝臣姓に改姓した。
称徳朝から光仁朝にかけて陰陽寮の官人を務め、神護景雲3年（769年）陰陽助、宝亀年間に陰陽頭に任ぜられる一方、宝亀7年（776年）には従五位上に叙せられ、天文博士を兼ねている。
天応元年（781年）桓武天皇の即位に伴って正五位下に昇叙される。天応2年（782年）閏正月に氷上川継の反乱に与したとして隠岐介に左遷され、さらに桓武天皇を呪詛したとして三方王・弓削女王と共に本来は死罪となるべきところ、罪を減ぜられて流罪に処せられ、船主は任地の隠岐国への流罪となった（氷上川継の乱）。その後、乱に連座した者の大半が桓武朝の前半に赦免されていった一方、船主は乱の首謀者であった氷上川継と共に桓武朝末の延暦24年（805年）にようやく罪を赦されて、入京している。 

## 系譜に関する諸説
系譜は明らかでないが、筑前守・山上憶良の子の可能性も指摘されている。また、天平宝字7年（763年）に具注・七曜・頒暦・中星の4種の暦を作って淳仁天皇に献上したとされる大春日船主と同一人物とする説もある。

## 官歴
『六国史』による。
- 時期不詳：陰陽允、正六位上
- 神護景雲元年（767年） 8月16日：従五位下
- 神護景雲2年（768年） 6月20日：臣姓から朝臣姓に改姓
- 時期不詳：兼筑後掾
- 神護景雲3年（769年） 8月19日：陰陽助
- 宝亀3年（772年） 4月20日：兼甲斐掾
- 時期不詳：陰陽頭
- 宝亀7年（776年） 正月7日：従五位上。3月6日：兼天文博士
- 宝亀11年（780年） 3月17日：兼甲斐守
- 天応元年（781年） 4月15日：正五位下
- 天応2年（782年） 閏正月18日：隠岐介。3月26日：隠岐国へ流罪
- 延暦24年（805年） 3月20日：入京